# Campo nuestro
Campo nuestro es un libro de poemas del poeta argentino Oliverio Girondo. Fue publicado en 1946 por Editorial Sudamericana. El libro se aleja del particular lenguaje poético y el vanguardismo de las obras anteriores y posteriores de Girondo por el tono bucólico y la temática telúrica.

## La obra
Campo nuestro es un largo poema telúrico que se aleja por completo del lenguaje poético que Girondo había mostrado en sus obras anteriores (Veinte poemas para ser leídos en el tranvía, Calcomanías, Espantapájaros y Persuasion de los días) y que retoma en poemarios posteriores, como En la masmédula. El poemario tuvo, en general, críticas literarias adversas, que han señalado la pobre calidad de las metáforas y un fracaso de la expresividad.